# Psicologia postmoderna
«Così per la psicologia l'interpretazione non è solo un'amara necessità, ma un modo di conoscenza liberatorio, essenzialmente fecondo, un salto vitale, che per i cattivi saltatori si trasforma in salto mortale. La psicologia deve formarsi una propria filosofia degli apparati, come la fisica ha una propria filosofia del termometro» (Lev Vygotskij, p. 349.)
Per Vygotskij, che per Stephen Toulmin era «il Mozart della psicologia», vi sono 5 fasi nello sviluppo di una scienza:
1. si inizia con l'osservazione e scoperta di un fenomeno nuovo;
2. le leggi riguardanti il fenomeno si estendono a materie affini;
3. tutta la ricerca ruota attorno ad un concetto fondamentale;
4. il concetto viene esteso a materie non affini divenendo un concetto universale (ed assumendo così una funzione di "modellamento epistemologico"), ad un livello tale che non è detto che abbia più una corrispondenza diretta con la ricerca scientifica;
5. la teoria nata da quello specifico concetto entra in conflitto con altre teorie.

L'ultima fase pone il problema della "storicità della ricerca scientifica": ogni teoria è figlia del contesto culturale dalla quale nasce e si sviluppa. La dialettica epistemologica non è quindi solo uno scontro fra "idee pure", ma, più strutturalmente, fra diverse  "visioni del mondo".
Per lo psicologo bielorusso, la psicologia non deve rimanere arroccata nelle sue teorie (psicoanalisi, riflessologia, psicologia della Gestalt, etc.) ma deve vagliare la ricostruzione storica dei rispettivi concetti, studiandone le prove empiriche.
Vygotskij afferma che la psicologia è in fase di crisi, poiché deve pagare lo scotto dello "scontro con la prassi", cioè il passaggio da scienza pura a scienza applicata: «Lo sviluppo della psicologia applicata, in tutta la sua estensione, è la forza motrice della crisi nella sua ultima parte [...] Qui (mediante la psicotecnica, la psichiatria, la psicologia infantile, la psicologia criminale) per la prima volta la psicologia si è scontrata con la prassi altamente organizzata: industriale, educativa, politica, militare. Questo contatto obbliga la psicologia a ricostruire i suoi princìpi in modo da poter superare la prova suprema della pratica [...] Per lo sviluppo della psicologia, la scienza applicata gioca lo stesso ruolo che la medicina ha avuto per l'anatomia e la fisiologia e la tecnica per le scienze fisiche».
(Michail Bachtin)
Con la locuzione psicologia postmoderna generalmente si intende qualificare la diffusione di tutti quei nuovi orientamenti concettuali che hanno tracciato per la scienza psicologica uno sviluppo in direzione della complessità prospettica. Tale diffusione è caratterizzata da una forte «carica di discontinuità [...] rispetto al paradigma cognitivista ancora dominante».
La psicologia postmoderna si evolve parallelamente alla psicologia moderna, ma il suo periodo di massima espansione si ha in seguito alla prima, dagli anni ottanta in poi. Di questa corrente fanno parte numerosi studiosi.

## Autori principali
Nello studio della percezione è da rilevare che Gibson (1979), con la sua visione "ecologica", ha scatenato un dibattito sui risultati ottenuti nei vari laboratori. Di fatto il cognitivismo rimase "chiuso in laboratorio" come lo era stato il comportamentismo: Neisser affermò che «gli psicologi cognitivi devono compiere sforzi maggiori per comprendere l'attività cognitiva che si manifesta nell'ambiente ordinario e nel contesto di attività concrete». La percezione non è più vista come un semplice "riflesso" passivo della realtà esterna, ma come un modello probabilistico che si autocorregge in funzione del suo approssimarsi alla realtà. I bisogni, le motivazioni, gli schemi cognitivi e le aspettative dell'organismo sono strettamente vincolate ad essa.
Anche lo studio dell'apprendimento si è spostato dal laboratorio all'ambiente esterno (cognition in the wild). Notevole influenza è stata data dalla rivalutazione di Vygotskij in occidente e dal parziale superamento delle teorie classiche di Piaget. Il bambino non viene più studiato come singolo, nella sua maturazione individuale, ma in un'ottica storico-sociale; per Vygotskij l'interazione sociale media l'apprendimento.
Per quanto riguarda la memoria, ha preso sempre più campo la visione della stessa come di un processo di attiva elaborazione e trasformazione cognitiva dell'informazione, operata dell'individuo e spesso mediata dal contesto socioculturale; la memoria non è dunque vista esclusivamente in una prospettiva di "scatola statica che contiene informazioni", come la descriveva ancora Miller. Neisser ha studiato la memoria come processo collettivo veicolato dalla comunicazione orale.
Negli anni '70, negli studi sul linguaggio si ebbe la svolta "pragmatica" della ricerca, da parte di Watzlawick e del gruppo di ricerca della Scuola di Palo Alto. Il linguaggio in questo approccio non viene visto solo come una "grammatica universale individuale", come affermava Chomsky; per esso viene messo in evidenza il fattore interazionale, ovvero il linguaggio viene situato in un contesto sociale definito e non isolabile dagli altri processi mentali anch'essi legati ad un contesto sociale. Il linguaggio viene studiato non solo nella sua struttura cognitiva intrapersonale, ma soprattutto nella sua esplicazione d'uso interpersonale.
Strettamente legato al tema del linguaggio è quello della attenzione condivisa: tipici esempi ne sono l'interazione fra madre e bambino o quello fra maestra ed alunno. Per Bruner l'attenzione condivisa è un sistema cognitivo che permette a due persone di mettere in comune, in un dato momento, lo stesso oggetto o evento, grazie al quale esse possono implementare pianificazioni di comportamento congrue e condivise. L'attenzione condivisa e il linguaggio sono quindi considerati come due processi cognitivi a matrice interpersonale, e solo se vengono studiati in un contesto sociale ne possono emergere le dimensioni e finalità intrinsecamente "ecologiche". Se viene a mancare la considerazione per questa funzione sociale dei processi cognitivi, l'individuo appare come una "macchina" che è sì capace di operare cognitivamente, ma non di comunicare ed interagire con gli altri.
Il pensiero è sempre più visto dalla ricerca come un processo creativo e sociale con strutturazione narrativa, ove l'argomentazione, la persuasione e la retorica sono i punti centrali; il vecchio parallelismo con il modello della "macchina che risolve problemi" (tipico della scienza cognitiva classica) scivola decisamente in secondo piano.
Il concetto di narrazione è entrato anche negli studi sul Sé e negli studi sulla personalità, vista come una rete interpsichica e intrapsichica perennemente "costruita e decostruita" (costruttivismo) attraverso una "negoziazione" continua fra individui che condividono regole sociali e microculturali comuni.
Anche per le emozioni e le motivazioni vi è stato uno sviluppo ulteriore rispetto alla psicologia moderna, in quanto attualmente le ricerche ne sottolineano il carattere d'interazione fra individui ed espressione di significati, superando il vecchio modello delle emozioni come oggetto di esclusivo interesse della ricerca laboratoristica.

## Antropologia e autismo
Fino a prova contraria, le facoltà d'elaborazione cerebrale sono caratterizzate da risorse limitate, non infinite. La conseguenza è che, secondo il principio base dell'emergentismo, ciò che s'acquisisce come sopravvenienza d'una nuova o migliore capacità neuropsicologica, si perde al prezzo del vincolo di altre, diverse e ulteriori forme di prestazione. Caso emblematico è quello dell'analisi comparativa tra una persona cieca, una munita di vista monoculare e una definita normodotata in quanto caratterizzata dalla consueta visione binoculare. La conclusione che già appartiene al senso comune è stata dimostrata scientificamente: a ogni specifica e diversa condizione del cervello corrispondono abilità reciprocamente escludentisi. La plasticità neuroencefalica fa sì che la cecità venga compensata con l'incremento al di sopra della norma delle restanti modalità sensoriali e percettive; chi dispone della vista a un solo occhio sviluppa un'analisi sequenziale dello stimolo visivo fuori dell'ordinario; i soggetti con quella capacità binoculare che consente loro la prospettiva tridimensionale sono deficitari delle prestazioni peculiari alle precedenti categorie presunte handicappate. Un articolo di autori italiani che riporta questo genere di risultanze scientifiche si intitola comunque in maniera favorevole a loro, normali normodotati.
Tale nuovo paradigma è subentrato anche negli studi sull'autismo, ora considerato come arcipelago d'«isolotti di capacità» a frammenti.
(Uta Frith)

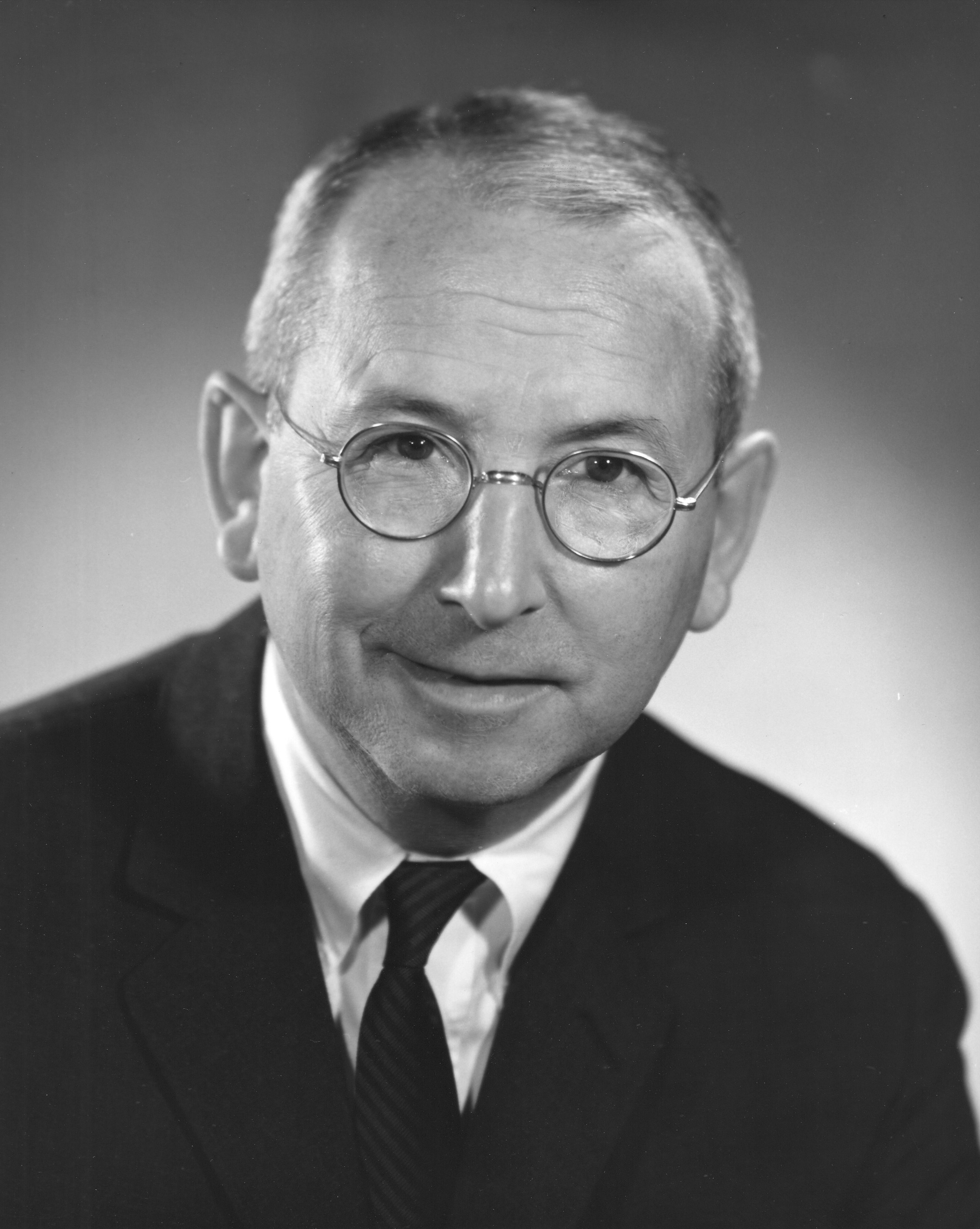
Paul D. MacLean (1913 – 2007)
Se già non si sa se e come trattare le incoerenze cognitive e affettive, poiché spesso sono asintomatiche o funzionali all'adattamento e il soggetto afferma di non provare disturbi e sofferenze di tipo conflittuale, comunque non sembra necessario il ricorso a una spiegazione neurobiologica che ricorra e rincorra le tendenze scientifiche più recenti. Saranno pure congetture esplicative alla moda, ma sono anche imbarazzanti per chi conosca un po' la storia della psicologia sperimentale e dunque anche il modello Triune Brain di MacLean, presentato in italiano nel 1984 con un eccellente saggio introduttivo di Luciano Gallino. MacLean è stato spazzato via per obiezioni di carattere neuroanatomico, ma non per la sua tesi di fondo: l'evoluzione ci avrebbe dotato di centri cerebrali in contrasto fra di loro, con finalità ed elaborazioni intellettive non sinergiche bensì antagoniste. Perciò, anche senza alcun riferimento alle più attuali indagini dei neuroscienziati, è cosa nota che si sia destrutturati o malstrutturati fin dall'inizio, per cause filogenetiche ancor prima che ontogenetiche, macro-organizzazionali ancor prima che micro.

Definire la soggettività postmoderna come un Io multiplo, babelico, frammentato, scisso, disgregato, dissociato è ormai una consuetudine per l'antropologia filosofica e psicologica, la quale è giunta al punto di diffidare del concetto ciceroniano di in-dividuus a favore invece del concetto di personae nell'accezione letterale di pluralità di maschere attoriali.
In forme differenti se ne parlava già da tempo o forse da sempre. Nel Nuovo Testamento: «Gli domandò: "Come ti chiami?" "Mi chiamo Legione – gli rispose – perché siamo in molti"». Oppure La Rochefoucauld: «La fantasia non saprebbe inventare tante diverse contraddizioni quante ce ne sono naturalmente nel cuore di ogni uomo». E Whitman: «Mi contraddico? / Ma certo che mi contraddico, / (sono grande, contengo moltitudini)». Ungaretti: «Sono un frutto / d'innumerevoli contrasti d'innesti». Infine Pazienza: «E ringrazia che ci sono io, che sono una moltitudine».
Ma è con Luciano Mecacci che per la prima volta, almeno in Italia, si è tentato d'affrontare il problema dal punto di vista dei metodi d'indagine psicologici. In poche facciate del suo Psicologia moderna e postmoderna, egli ha sostenuto che i fondamenti neurobiologici di tale "epidemia" di "Sé frantumati" andavano studiati con «il nuovo filone di ricerche sull'autismo», autismo che dunque si porrebbe come nuova «psicopatologia della vita quotidiana». Perciò bisognerebbe pure ridefinire il concetto psichiatrico di "schizo-frenia", considerando che Bleuler ne coniò la parola ricavandola da due radici greche che significano "mente divisa". Di conseguenza, si dovrebbe «fare per la schizo-frenia un passo ulteriore a quello che Freud, fuori dal Grande Internamento, aveva già fatto rintracciando le continuità che legano la nevrosi alla [Psicopatologia della] vita quotidiana».
Margaret Mahler aveva già parlato d'un "nucleo autistico originario", così come già Jean Piaget d'una "costanza o persistenza dell'oggetto" d'acquisire e apprendere. Tuttavia, tanto per la psicodinamica quanto per l'epistemologia genetica si tratta di stadi dell'evoluzione e dello sviluppo mentali che nella norma si supererebbero senza residui. Per Mecacci, invece, l'autismo di default sarebbe a tutt'oggi una caratteristica umana persistente, appunto una specificità antropologica. Egli cita il libro La teoria della mente di Luigia Camaioni, ma ancor prima il libro di Uta Frith da lui stesso tradotto e prefato, in cui si trovano gettate le basi per un'interpretazione di questo tipo.
La CDU (Cognitive Development Unit) londinese, da cui proviene pure la Frith, ha formulato due diverse ipotesi sull'autismo: quella d'un deficit nel comprendere lo psichismo altrui, esaminata ora con metodiche di neuroimaging che chiamano in causa i neuroni specchio (o mirror), e quella d'un persistente DDC (Deficit di Coerenza Centrale, weak central coherence), che attesterebbe la cronica incapacità innata d'integrare senza contraddizioni eventi, sentimenti, concetti, esperienze: un deficit originario d'integrazione ideoaffettiva, vale a dire sia sul versante cognitivo, conoscitivo, epistemico (incoerenza o inconsistenza intellettiva), sia sul versante motivazionale, volizionale, valutativo (ambivalenza emotiva). Quest'ipotesi alternativa è stata formulata proprio dalla Frith, e anche lei si sta dedicando ai test con tecniche d'imaging per cercare conferme di tipo neurobiologico. Le due ipotesi si differenziano in un aspetto essenziale: gli stessi autori della suddetta scuola si premurano di precisare che sarebbe più opportuno parlare di un continuum etichettabile come Disturbi dello Spettro Autistico (DSA o ASD), tale per cui «l'autismo insomma si manifesta con la presenza di tratti [...] che possono essere riscontrati, seppur in forma lieve, anche in molte persone normali».
Detto altrimenti, l'autismo andrebbe ridefinito come uno spettro continuo di maggiore o minore gravità nei sintomi (deficit?), dai casi di disturbo invalidante fino a un'epidemiologia che termina in un'antropologia universale, alla maniera della nevrosi e della psicosi come psicopatologie quotidiane rispettivamente della prima e della seconda metà del '900. Al primo polo dello spettro sarebbe valida l'ipotesi neurobiologica d'una compromissione specifica dei neuroni specchio, al secondo polo andrebbe invece applicata l'ipotesi neurobiologica proposta dalla Frith, aspecifica e generalizzabile all'intera condizione umana. Nelle parole della prefazione di Mecacci: «L'architettura cognitiva non è data in forma compiuta alla nascita [...] ma è il prodotto di una complessa interazione [...] tra fattori genetici, maturazionali e ambientali». E non è detto che qualcuno sia ancora mai giunto a una simile «architettura compiuta», permanendo così in ciò che, con un vocabolario cosmologico, si potrebbe chiamare multiverso (intra) psichico.

### Ilritiro autistico
Se la costellazione tipica dei sintomi autistici, sia nella forma grave e specifica, sia nella forma "normale" e aspecifica, è definibile come una modalità peculiare di ritiro, isolamento e distacco dai rapporti interpersonali e dall'interazione ambientale, e se entrambi i modelli teorici proposti dalla CDU sono in grado di fornirne una spiegazione neurobiologica, ne esiste pure una terza proveniente da tutt'altro filone di studi.
Il modello neurobiologico dell'autopoiesi, proposto da Maturana e Varela, dimostrerebbe d'avere anch'esso un valore esplicativo di portata generale: la chiusura auto-organizzazionale encefalica prevarrebbe sulla sua apertura in termini di "pesi" connessionistici, fornendo così delle basi scientifiche alla monadologia leibniziana, nonché al solipsismo e al costruttivismo, se non ontologici e radicali, quantomeno esistenziali.
In termini matematici: cervello come macchina ricorsiva prevalentemente autoreferenziale. In termini di teoria della comunicazione: dalla comunicazione stessa all'informazione e infine alla pura e semplice "espressione".

## Obiezioni: per una soggettività postmoderna alternativa

Pieter Bruegel il Vecchio, La torre di Babele (1563)

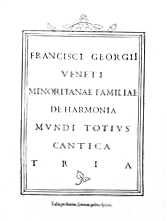
Francesco Zorzi,
De harmonia mundi (1525)

Ne La fortezza vuota, Bettelheim paragona la condizione originaria psico-ontogenetica a quanto riportato dalla Bibbia sulla cosmogonia: «Secondo la Genesi, l'ordine nello spazio (la separazione del caos in cielo e terra) ha preceduto l'ordine nel tempo (la separazione del giorno dalla notte). Non sono in grado di dimostrare quale di questi due aspetti dell'umana esperienza si realizzi per primo, ma so che i nostri bambini autistici si sono così profondamente alienati dall'esperienza del tempo, che per loro rimangono solo lo spazio e il vuoto».
Eppure i sostenitori della dissociazione mentale non sono pochi:
- i lacaniani, che tifano per la destrutturazione. "Ciò che è Io, deve diventare Es", e non viceversa: questo è il loro modo di ribaltare l'interpretazione canonica del freudiano Wo Es war, soll Ich werden ("Dove ora c'è l'Es, un giorno dovrà esserci l'Io");[48]
- gli economisti, favorevoli ad un'identità camaleontica alla Zelig o affastellata alla Frankenstein, poiché ottimizzerebbe le capacità adattive (il primo libro forse tradotto in italiano su tale argomento, L'Io multiplo,[49] era una raccolta di saggi solo in una prospettiva del genere);
- i neo-nietzscheani a cominciare dallo stesso Lyotard, propensi a ribaltare i rapporti di forza tra apollineo e dionisiaco.

Inoltre, anche fra chi sostiene l'idea neuropsicopatologica, non tutti sono come Hillman, per il quale sarebbe chiara la direzione da prendere nell'intervento terapico. Lo spingere nel verso dell'unitarietà (sizigia) e della simbolizzazione (syn-ballein) sembra una forzatura da cui siamo stati messi in guardia da 2500 anni di filosofia e religione occidentali, la ricerca dell'"unisono" appare poco convincente come quella della sinfonia o della polifonia armoniosa: sono termini e concetti musicologici, ma l'harmonia mundi è stata criticata poiché implica un accordo con le dissonanze negative, e non una loro eliminazione radicale. L'aspetto più urgente è che non vengano obliate le ipotesi di lavoro percepite come fastidiose e ostili all'autostima dello scienziato, poi più in là forse non sa andare ancora nessuno.

### Italiana
- Massimo Grasso, Sergio Salvatore, Pensiero e decisionalità. Contributo alla critica della prospettiva individualista in psicologia, Milano, Franco Angeli, 1997. ISBN 978-88-204-9979-2
- Luciano Mecacci, Psicologia moderna e postmoderna, 4ª ed., Roma-Bari, Laterza, 2007. ISBN 88-420-5784-3; ISBN 978-88-420-5784-0.

### Inglese
- Ignacio Matte Blanco, The unconsious as Infinite Sets. An Essays in Bi-Logic, London, Gerald Duckworth & Company Ltd, 1975. ISBN 978-1-85575-202-3
- Humberto Maturana, Francisco Varela, Autopoiesis and Cognition. The Realization of the Living, Dordrecht, Reidel Publishing Company, 1980. ISBN 978-90-277-1016-1
- Jerome Bruner, Actual Minds, Possible Words, Cambridge, Harvard University Press, 1987. ISBN 978-0-674-00366-8
- Ulric Nasser, Concepts and Conceptual Development: Ecological and Intellectual Factors in Categorization, Cambridge, Cambridge University Press, 1987. ISBN 978-0-521-32219-5
- Steinar Kvale, Psychology and Postmodernism, Thousand Oaks, Sage, 1992. ISBN 978-0-8039-8604-6
- Walt T. Anderson, The Truth About the Truth: De-Confusing and Re-Constructing the Postmodern World, New York, Tarcher/Putnam, 1995. ISBN non esistente.
- Lois Holzman, Postmodern Psychologies, Societal Practice, and Political Life, New York, Routledge, 2000. ISBN 978-0-415-92556-3
- Roger Frie, Understanding Experience: Psychotherapy and Postmodernism, New York, Routledge, 2003. ISBN 978-1-58391-299-7